# قلب خونین (مجموعه تلویزیونی)
قلب خونین (انگلیسی: Bloody Heart; کره‌ای: 붉은 단심) یک مجموعه محصول تلویزیونی کره جنوبی سال ۲۰۲۲ با بازی لی جون، کانگ هان نا و جانگ هیوک است. این مجموعه از ۲ مه تا ۲۱ ژوئن ۲۰۲۲، روزهای دوشنبه و سه‌شنبه ساعت ۲۱:۳۰ (کی‌اس‌تی) از کی‌بی‌اس۲ پخش شد. این مجموعه همچنین برای پخش در دیزنی پلاس در مناطق منتخب قابل دسترسی است.

## خلاصه داستان
این مجموعه، داستانی تاریخی تخیلی دربارهٔ لی ته (لی جون) است. پدر لی ته به کمک پارک گه وون (جانگ هیوک) شورش کرده و پادشاه چوسان می‌شود. اکنون لی ته که به عنوان جانشین پدرش، پادشاه شده، باور دارد برای رسیدن به اهداف خود، باید هر نوع کاری انجام دهد. اما پارک گه وون که حتی از پادشاه هم قدرتمند تر می‌باشد، مخالف این نوع طرز تفکر است…

## بازیگران

### اصلی
- لی جون در نقش لی ته[۲][۷]
  - پارک جی بین در نقش جوانی لی ته[۸]
- کانگ هان نا در نقش یو جونگ[۷]
- جانگ هیوک در نقش پارک گه وون[۲][۷]

### بازیگران مکمل
- یون سه آه در نقش دونگ گوم[۹]
- ها دو کوان در نقش جونگ یی کیون[۱۰]
- پارک جی یون در نقش چوی گا یون[۱۱]
- چوی سون به در نقش هو سانگ سون[۱۲]
- هو سونگ ته در نقش چو وون-پیو[۱۳]
- پارک سونگ یون در نقش بانوی دربار چوی[۱۴]
- چوی ری در نقش جو یون هی[۳]